# Kolga (holothurie)
Genre
Kolga est un genre de concombres de mer des abysses de la famille des Elpidiidae.

## Liste des espèces
Selon World Register of Marine Species (9 mars 2021) :
- Kolga hyalina Danielssen & Koren, 1879
- Kolga kamchatica Rogacheva, 2012
- Kolga nana (Théel, 1879)